# 시카고 불스
시카고 불스(영어: Chicago Bulls)는 미국 일리노이주 시카고를 연고로 하는 NBA 동부 콘퍼런스 센트럴 디비전에 소속 프로농구팀이다.
1990년대 농구황제 마이클 조던과 역대 최고 스몰 포워드 중 한 명인 스카티 피펜의 활약으로 6번의 우승을 차지하며 명실상부 NBA 최고의 팀으로 떠올랐으며 NBA의 인기를 끌어올리는 데도 크게 기여했다. 하지만 1999년 마이클 조던이 은퇴한 이후로는 4시즌 연속 디비전 최하위에 6시즌 연속 플레이오프 진출에 실패할 정도로 긴 암흑기를 겪었다.
그러나 루올 뎅, 벤 고든, 타이슨 챈들러 같은 유능한 선수들이 합류하면서 2004~2005시즌부터 3년 연속 플레이오프 진출에 성공했다. 2008년 드래프트에서 멤피스 대학교의 데릭 로즈를 전체 1위로 지명하고, 2011년에 정규시즌 MVP에 선정되었으며, 이러한 성과를 바탕으로 1990년대의 영광을 재현하려 하고 있다.

## 역대 홈경기장

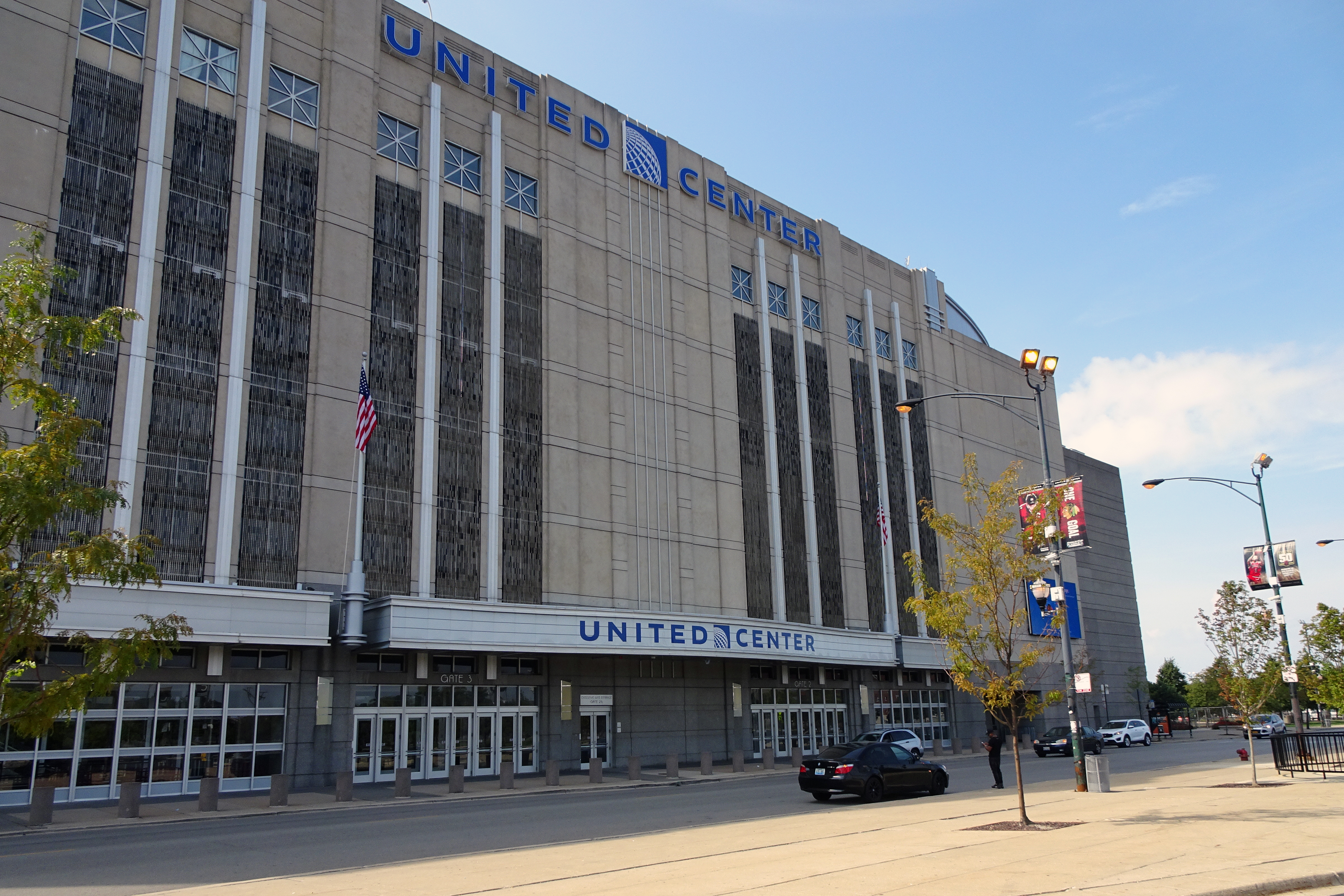
시카고 불스의 홈경기장인 유나이티드 센터

| 경기장                | 사용기간      | 수용인원 | 장소              | 비고 |
| --------------------- | ------------- | -------- | ----------------- | ---- |
| 시카고 불스           |               |          |                   |      |
| 인터내셔널 엠피시어터 | 1966년~1967년 | 9,000명  | 일리노이주 시카고 | 빈칸 |
| 시카고 스타디움       | 1967년~1994년 | 18,676명 | 일리노이주 시카고 | 빈칸 |
| 유나이티드 센터       | 1994년~현재   | 20,917명 | 일리노이주 시카고 | 빈칸 |

## 영구 결번
| 번호        | 이름          | 포지션 | 활동 기간                   | 비고                                                                |
| ----------- | ------------- | ------ | --------------------------- | ------------------------------------------------------------------- |
| 시카고 불스 |               |        |                             |                                                                     |
| 1           | 데릭 로즈     | 가드   | 2008년 ~ 2016년             | 빈칸                                                                |
| 4           | 제리 슬로언   | 가드   | 1966년~1976년               | 1979년~1982년 감독                                                  |
| 6           | 빌 러셀       | 센터   | 빈칸                        | NBA 최초로 전 구단 영구결번됨.                                      |
| 10          | 밥 러브       | 포워드 | 1968년~1976년               | 빈칸                                                                |
| 23          | 마이클 조던   | 가드   | 1984년~1993년 1995년~1998년 | 빈칸                                                                |
| 33          | 스코티 피펜   | 포워드 | 1987년~1998년 2003년~2004년 | 빈칸                                                                |
| 빈칸        | 필 잭슨       | 빈칸   | 1989년~1998년               | 전 감독                                                             |
| 빈칸        | 제리 크라우스 | 빈칸   | 1985년~2003년               | 전 단장                                                             |
| 빈칸        | 조니 커       | 빈칸   | 1966년~2009년               | 1966년~1968년 감독 1973년~1975년 업무 관리자 1977년~2009년 아나운서 |

## 아너드 넘버
| 시카고 불스 |               |        |                      |         |
| 번호        | 이름          | 포지션 | 활동 기간            | 비고    |
| 7           | 토니 쿠코치   | 포워드 | 1993년~2000년        | 빈칸    |
| 25          | 쳇 워커       | 포워드 | 1969년~1975년        | 빈칸    |
| 53          | 아티스 길모어 | 센터   | 1976년~1982년 1987년 | 빈칸    |
| 91          | 데니스 로드맨 | 포워드 | 1995년~1999년        | 빈칸    |
| 빈칸        | 딕 클라인     | 빈칸   | 1967년~1972년        | 전 오너 |
| 빈칸        | 텍스 윈터     | 빈칸   | 1985년~1999년        | 전 코치 |

## 라이벌
- 클리블랜드 캐벌리어스
- 디트로이트 피스턴스
- 마이애미 히트
- 뉴욕 닉스

## 같이 보기
- 시카고 스태그스
- 시카고 스카이